# Sezon 2012/2013 w curlingu
Zestawienie rozgrywek curlingowych w sezonie 2012/2013.
|                      | Zawody                                                                          | 1.                                                             | 2.                                         | 3.                                  |
| -------------------- | ------------------------------------------------------------------------------- | -------------------------------------------------------------- | ------------------------------------------ | ----------------------------------- |
| Polska               | Mistrzostwa Polski 2012 Cieszyn, 14–16 września 2012                            | AZS Gliwice Kamikaze (Elżbieta Ran)                            | RKC Curlik PZC (Marta Szeliga-Frynia)      | AZS UW (Joanna Waryszak)            |
| Polska               | Mistrzostwa Polski 2012 Cieszyn, 14–16 września 2012                            | AZS Gliwice Smok i Jego Wesoła Kompanija (Andrzej Augustyniak) | ŚKC Marlex Team Katowice (Tomasz Zioło)    | MKS Axel Toruń (Bartosz Dzikowski)  |
| Polska               | Mistrzostwa Polski Juniorów 2012 Cieszyn, 14–16 września 2012                   | AZS Gliwice (Marta Pluta)                                      | POS Tikatukatam Łódź (Magdalena Kołodziej) | CCC Warszawa Śfiry (Aneta Lipińska) |
| Polska               | Mistrzostwa Polski Juniorów 2012 Cieszyn, 14–16 września 2012                   | AZS Gliwice Kaczory (Rafał Sypień)                             | KS Warszowice (Jacek Rokita)               | AZS Gliwice (Tomasz Pluta)          |
|                      | Mistrzostwa Europy Mikstów Erzurum, 29 września–12 października 2012            | Ewan MacDonald                                                 | Rickard Hallström                          | Aku Kauste                          |
|                      | Mistrzostwa Europy - Grupa C Erzurum, 29 września–12 października 2012          | Ekaterina Kirillowa                                            | Oznar Polat                                | Marianne Neeleman                   |
| Muhammet Oguz Zengin | Mistrzostwa Europy - Grupa C Erzurum, 29 września–12 października 2012          | Alen Cadez                                                     | Zvone Sever                                |                                     |
|                      | Kwalifikacje do mistrzostw świata na wózkach Lohja, 3-8 listopada 2012          | Rune Lorentsen                                                 | Vesa Hellman                               | Paolo Ioriatti                      |
| Kanada               | Canadian Mixed Curling Championship Montreal, 15–24 listopada 2012              | Cory Heggestad                                                 | Brent MacDougall                           | Mike Fournier                       |
|                      | Mistrzostwa Azji i Strefy Pacyfiku Naseby, 18–25 listopada 2012                 | Wang Bingyu                                                    | Satsuki Fujisawa                           | Kim Eun-jung                        |
| Liu Rui              | Mistrzostwa Azji i Strefy Pacyfiku Naseby, 18–25 listopada 2012                 | Yosuke Morozumi                                                | Hugh Millikin                              |                                     |
| Kanada               | The Dominion Curling Club Championship Scarborough, 19–24 listopada 2012        | Caroline Deans                                                 | Sonia Simard                               | Lori Pelissier Stacey Stabel        |
| Kanada               | The Dominion Curling Club Championship Scarborough, 19–24 listopada 2012        | Dan Sherrard                                                   | Steve Irwin                                | Wayne Sangster Brian Humble         |
| Kanada               | Canada Cup Moose Jaw, 28 listopada–2 grudnia 2012                               | Stefanie Lawton                                                | Team Jennifer Jones (skip Kaitlyn Lawes)   | Heather Nedohin                     |
| Kanada               | Canada Cup Moose Jaw, 28 listopada–2 grudnia 2012                               | Jeff Stoughton                                                 | Glenn Howard                               | Mike McEwen                         |
|                      | Mistrzostwa Europy Karlstad, 8–15 grudnia 2012                                  | Anna Sidorowa                                                  | Eve Muirhead                               | Margaretha Sigfridsson              |
| Niklas Edin          | Mistrzostwa Europy Karlstad, 8–15 grudnia 2012                                  | Thomas Ulsrud                                                  | Jiří Snítil                                |                                     |
|                      | Europejski Challenge Juniorów Praga, 3-8 stycznia 2013                          | Stephanie Risdal Nielsen                                       | Dorottya Palancsa                          | Aylin Lutz Veronica Zappone         |
| Andrea Pilzer        | Europejski Challenge Juniorów Praga, 3-8 stycznia 2013                          | Tobias Thune                                                   | Harri Lill Floyd Koelewijn                 |                                     |
|                      | Continental Cup Penticton, 10–13 stycznia 2013                                  | Ameryka Północna                                               | Świat                                      | –                                   |
|                      | Mistrzostwa Azji i Strefy Pacyfiku Juniorów Kitami, 10–16 stycznia 2013         | Sayaka Yoshimura                                               | Jiang Xindi                                | Kim Kyeong-ae                       |
| Zou Qiang            | Mistrzostwa Azji i Strefy Pacyfiku Juniorów Kitami, 10–16 stycznia 2013         | Kim Jeong-min                                                  | Brett Sargon                               |                                     |
|                      | The Dominion All-Star Curling Skins Game Rama, 19–20 stycznia 2013              | Glenn Howard                                                   | Kevin Koe                                  | Kevin Martin                        |
| Kanada               | Canadian Junior Curling Championships Fort McMurray, 31 stycznia–10 lutego 2013 | Corryn Brown                                                   | Shannon Birchard                           | Jamie Sinclair                      |
| Kanada               | Canadian Junior Curling Championships Fort McMurray, 31 stycznia–10 lutego 2013 | Matt Dunstone                                                  | Thomas Scoffin                             | Stuart Thompson                     |
|                      | Mistrzostwa Świata na Wózkach Soczi, 16–23 lutego 2013                          | Jim Armstrong                                                  | Jalle Jungnell                             | Wang Haitao                         |
| Kanada               | Scotties Tournament of Hearts Kingston, 16–24 lutego 2013                       | Rachel Homan                                                   | Jennifer Jones                             | Kelly Scott                         |
|                      | Mistrzostwa Świata Niesłyszących Berno, 23 lutego–2 marca 2013                  | Swietłana Rabinowicz                                           | Judy Robertson                             | Melani Lusic                        |
| Michael Raby         | Mistrzostwa Świata Niesłyszących Berno, 23 lutego–2 marca 2013                  | Jurij Makeew                                                   | Christof Sidler                            |                                     |
|                      | Mistrzostwa Świata Juniorów Soczi, 28 lutego–10 marca 2013                      | Alina Kowalowa                                                 | Hannah Fleming                             | Sayaka Yoshimura                    |
| Kyle Smith           | Mistrzostwa Świata Juniorów Soczi, 28 lutego–10 marca 2013                      | Ewgeni Arkipow                                                 | Matt Dunstone                              |                                     |
| Kanada               | Tim Hortons Brier Edmonton, 2–10 marca 2013                                     | Brad Jacobs                                                    | Jeff Stoughton                             | Glenn Howard                        |
| Kanada               | Canadian Mixed Doubles Curling Trials Leduc, 14–17 marca 2013                   | Desjardins/Néron                                               | Kalthoff/Martin                            | Dacey/Smith-Dacey Hicke/Eberle      |
|                      | Mistrzostwa Świata Kobiet Ryga, 16–24 marca 2013                                | Eve Muirhead                                                   | Margaretha Sigfridsson                     | Rachel Homan                        |
| Kanada               | Canadian Senior Curling Championships Summerside, 16–24 marca 2013              | Colleen Pinkney                                                | Deb Santos                                 | Lois Fowler                         |
| Kanada               | Canadian Senior Curling Championships Summerside, 16–24 marca 2013              | Wayne Tallon                                                   | Howard Rajala                              | Wade White                          |
| Kanada               | Canadian Wheelchair Curling Championship Ottawa, 24-31 marca 2013               | Benoît Lessard                                                 | Gary Cormack                               | Bruno Yizek                         |
|                      | Mistrzostwa Świata Mężczyzn Victoria, 30 marca-7 kwietnia 2013                  | Niklas Edin                                                    | Brad Jacobs                                | David Murdoch                       |
|                      | Mistrzostwa Świata Seniorów Fredericton, 13–20 kwietnia 2013                    | Cathy King                                                     | Veronika Huber                             | Ingrid Meldahl                      |
| Rob Armitage         | Mistrzostwa Świata Seniorów Fredericton, 13–20 kwietnia 2013                    | Hans Frauenlob                                                 | Werner Attinger                            |                                     |
|                      | Mistrzostwa Świata Par Mieszanych Fredericton, 13–20 kwietnia 2013              | Zsolt Kiss, Dorottya Palancsa                                  | Fredrik Hallström, Elisabeth Norredahl     | Tomáš Paul, Zuzana Hájková          |
| Polska               | Mistrzostwa Polski Juniorów 2013 Cieszyn, 15–17 kwietnia 2013                   | AZS Gliwice (Marta Pluta)                                      | CCC Warszawa Śfiry (Aneta Lipińska)        | CCC Warszawa BŃ (Daria Chmarra)     |
| Polska               | Mistrzostwa Polski Juniorów 2013 Cieszyn, 15–17 kwietnia 2013                   | CCC Warszawa Mleko (Michał Janowski)                           | POS Łódź (Aleksander Grzelka)              | KS Warszowice I (Jacek Rokita)      |
| Polska               | Mistrzostwa Polski 2013 Cieszyn, 17–21 kwietnia 2013                            | ŚKC Kamikaze (Elżbieta Ran)                                    | RKC Curlik PZC (Marta Szeliga-Frynia)      | City CC Śfiry (Aneta Lipińska)      |
| Polska               | Mistrzostwa Polski 2013 Cieszyn, 17–21 kwietnia 2013                            | ŚKC Marlex (Tomasz Zioło)                                      | RKC Curlik Halonet (Maciej Cesarz)         | Sopot CC Wa ku'ta (Borys Jasiecki)  |

## Eliminacje do Mistrzostw Kanady 2013
| Prowincja                  | Kobiety Scotties Tournament of Hearts Kingston, 16–24 lutego 2013                | Kobiety Scotties Tournament of Hearts Kingston, 16–24 lutego 2013 | Mężczyźni Tim Hortons Brier Edmonton, 2–10 marca 2013                                        | Mężczyźni Tim Hortons Brier Edmonton, 2–10 marca 2013 |
| -------------------------- | -------------------------------------------------------------------------------- | ----------------------------------------------------------------- | -------------------------------------------------------------------------------------------- | ----------------------------------------------------- |
| Alberta                    | AB Scotties Tournament of Hearts Lethbridge, 23 – 27 stycznia 2013               | Kristie Moore                                                     | Boston Pizza Cup Leduc, 6–10 lutego 2013                                                     | Kevin Martin                                          |
| Jukon                      | Yukon/NWT Scotties Tournament of Hearts Fort Smith, 11–13 stycznia 2013          | Kerry Galusha                                                     | Yukon/NWT Men’s Curling Championship Fort Smith, 11–13 stycznia 2013                         | Jamie Koe                                             |
| Kolumbia Brytyjska         | BC Scotties Tournament of Hearts Surrey, 14–20 stycznia 2013                     | Kelly Scott                                                       | Canadian Direct Insurance BC Men’s Curling Championship Parksville, 5–10 lutego 2013         | Andrew Bilesky                                        |
| Manitoba                   | MB Scotties Tournament of Hearts Stonewall, 23–27 stycznia 2013                  | Jennifer Jones                                                    | Safeway Championship Neepwing, 6–10 lutego 2013                                              | Jeff Stoughton                                        |
| Northern Ontario           | –                                                                                | –                                                                 | The Dominion NO Provincial Men’s Championship Nipigon, 6–10 lutego 2013                      | Brad Jacobs                                           |
| Nowa Fundlandia i Labrador | NL Scotties Tournament of Hearts St. John’s, 15–20 stycznia 2013                 | Stacie Devereaux                                                  | Newfoundland and Labrador Tankard St. John’s, 5–10 lutego 2013                               | Brad Gushue                                           |
| Nowa Szkocja               | NS Scotties Tournament of Hearts Halifax, 22–27 stycznia 2013                    | Mary-Anne Arsenault                                               | NS Men’s Molson Provincial Championship Truro, 5–10 lutego 2013                              | Paul Flemming                                         |
| Nowy Brunszwik             | NB Scotties Tournament of Hearts Fredericton, 30 stycznia-3 lutego 2013          | Andrea Crawford                                                   | Molson Canadian Men’s Provincial Curling Championship Fredericton, 30 stycznia-3 lutego 2013 | James Grattan                                         |
| Ontario                    | ON Scotties Tournament of Hearts Kitchener, 21–27 stycznia 2013                  | Rachel Homan                                                      | Dominion Tankard Barrie, 4–10 lutego 2013                                                    | Glenn Howard                                          |
| Quebec                     | Championnat Provincial des Coeurs Scotties Victoriaville, 23–27 stycznia 2013    | Allison Ross                                                      | Championnat provincial de curling masculin Victoriaville, 22–27 stycznia 2013                | Jean-Michel Ménard                                    |
| Saskatchewan               | SaskPower Provincial Scotties Tournament of Hearts Balgonie, 23–27 stycznia 2013 | Jill Shumay                                                       | SaskTel Tankard Melfort, 30 stycznia-3 lutego 2013                                           | Brock Virtue                                          |
| Wyspa Księcia Edwarda      | PEI Scotties Tournament of Hearts Charlottetown, 23–27 stycznia 2013             | Suzanne Birt                                                      | Labatt Tankard Crapaud, 6–12 lutego 2013                                                     | Eddie MacKenzie                                       |
| Team Canada                | Scotties Tournament of Hearts 2012 Red Deer, 18–26 lutego 2012                   | Heather Nedohin                                                   | –                                                                                            | –                                                     |